# وزير الصناعة
وزيرة الصناعة هو الوزير المختص والمسئول عن جميع المعاملات والشؤون الصناعية بشتى أنواعها للرقي بالنهضة الصناعية بالبلد ومتابعة المشاريع الصناعية الهادفة والبناءة. في بعض البلدان تضم الكهرباء إلى الصناعة نظرًا للعلاقة الأكيدة وهي صناعة الكهرباء، ويهتم الوزير بمتابعة جميع الأمور المتعلقة بإصدار التصاريح للمصانع الكبيرة مثل التي تختص بصناعة البترول وصناعة الكيمياء وصناعة البلاستيك.